# Cadre-47/2-Europameisterschaft der Junioren 1994/95
Die Cadre-47/2-Europameisterschaft der Junioren 1995 war das 19. Turnier in dieser Disziplin des Karambolagebillards und fand vom 28. bis zum 30. April 1994 in Perpignan statt. Die Meisterschaft zählte zur Saison 1994/95.

Logo CEB (ausrichtender Verband)

## Geschichte
Der Marler Uwe Kerls wurde ungeschlagen neuer Europameister bei den Junioren im Cadre 47/2. Zweiter wurde der Niederländer Gunther Vastré vor dem Wiener Arnim Kahofer. Die Turnierbestleistungen erzielte  Patrick Andre.

## Modus
Gespielt wurde eine Vorrunde im Round-Robin-Modus, danach eine Knock-out-Runde  bis 200 Punkte oder 20 Aufnahmen.
Platzierung in den Tabellen bei Punktgleichheit:
1. MP = Matchpunkte
2. GD = Generaldurchschnitt
3. HS = Höchstserie

## Vorrunde
| Abschlusstabelle Gruppe A | Abschlusstabelle Gruppe A | Abschlusstabelle Gruppe A | Abschlusstabelle Gruppe A | Abschlusstabelle Gruppe A | Abschlusstabelle Gruppe A | Abschlusstabelle Gruppe A | Abschlusstabelle Gruppe A | Abschlusstabelle Gruppe A |
| Platz                     | Name                      | MP                        | Pkte                      | Aufn.                     | GD                        | BED                       | HS                        |                           |
| ------------------------- | ------------------------- | ------------------------- | ------------------------- | ------------------------- | ------------------------- | ------------------------- | ------------------------- | ------------------------- |
| 1                         | Patrick Andre             | 6:0                       | 600                       | 13                        | 46,15                     | 100,00                    | 200                       |                           |
| 2                         | Franky Spitaels           | 4:2                       | 495                       | 25                        | 19,80                     | 66,66                     | 87                        |                           |
| 3                         | Jérôme Galerne            | 2:4                       | 360                       | 26                        | 13,84                     | 33,33                     | 110                       |                           |
| 4                         | Josef Cervenka            | 0:6                       | 224                       | 16                        | 14,00                     | -                         | 59                        |                           |

| Abschlusstabelle Gruppe B | Abschlusstabelle Gruppe B | Abschlusstabelle Gruppe B | Abschlusstabelle Gruppe B | Abschlusstabelle Gruppe B | Abschlusstabelle Gruppe B | Abschlusstabelle Gruppe B | Abschlusstabelle Gruppe B | Abschlusstabelle Gruppe B |
| Platz                     | Name                      | MP                        | Pkte                      | Aufn.                     | GD                        | BED                       | HS                        |                           |
| ------------------------- | ------------------------- | ------------------------- | ------------------------- | ------------------------- | ------------------------- | ------------------------- | ------------------------- | ------------------------- |
| 1                         | Jens Eggers               | 6:0                       | 600                       | 23                        | 26,08                     | 28,57                     | 133                       |                           |
| 2                         | Arnim Kahofer             | 4:2                       | 523                       | 13                        | 40,23                     | 100,00                    | 114                       |                           |
| 3                         | Cyril Miossec             | 2:4                       | 307                       | 22                        | 13,95                     | 18,18                     | 80                        |                           |
| 4                         | Michael Mikkelsen         | 0:6                       | 176                       | 22                        | 8,00                      | -                         | 68                        |                           |

| Abschlusstabelle Gruppe C | Abschlusstabelle Gruppe C | Abschlusstabelle Gruppe C | Abschlusstabelle Gruppe C | Abschlusstabelle Gruppe C | Abschlusstabelle Gruppe C | Abschlusstabelle Gruppe C | Abschlusstabelle Gruppe C | Abschlusstabelle Gruppe C |
| Platz                     | Name                      | MP                        | Pkte                      | Aufn.                     | GD                        | BED                       | HS                        |                           |
| ------------------------- | ------------------------- | ------------------------- | ------------------------- | ------------------------- | ------------------------- | ------------------------- | ------------------------- | ------------------------- |
| 1                         | Juan Carlos Pareras       | 6:0                       | 600                       | 42                        | 14,28                     | 25,00                     | 92                        |                           |
| 2                         | Stéphane Libert           | 4:2                       | 475                       | 51                        | 9,31                      | 14,28                     | 38                        |                           |
| 3                         | Fabrice Rosa              | 2:4                       | 341                       | 56                        | 6,08                      | 10,52                     | 41                        |                           |
| 4                         | Alfred van der Linden     | 0:6                       | 268                       | 41                        | 6,53                      | -                         | 35                        |                           |

| Abschlusstabelle Gruppe D | Abschlusstabelle Gruppe D | Abschlusstabelle Gruppe D | Abschlusstabelle Gruppe D | Abschlusstabelle Gruppe D | Abschlusstabelle Gruppe D | Abschlusstabelle Gruppe D | Abschlusstabelle Gruppe D | Abschlusstabelle Gruppe D |
| Platz                     | Name                      | MP                        | Pkte                      | Aufn.                     | GD                        | BED                       | HS                        |                           |
| ------------------------- | ------------------------- | ------------------------- | ------------------------- | ------------------------- | ------------------------- | ------------------------- | ------------------------- | ------------------------- |
| 1                         | Uwe Kerls                 | 6:0                       | 600                       | 18                        | 33,33                     | 66,66                     | 188                       |                           |
| 2                         | Gunther Vastré            | 4:2                       | 469                       | 42                        | 11,16                     | 15,38                     | 59                        |                           |
| 3                         | Marek Faus                | 2:4                       | 490                       | 28                        | 17,50                     | 33,33                     | 94                        |                           |
| 4                         | Francky Mustière          | 0:6                       | 162                       | 22                        | 7,36                      | -                         | 36                        |                           |

## Finalrunde
|  | Viertelfinale 200/20 | Viertelfinale 200/20    |                    |                         | Halbfinale 200/20   | Halbfinale 200/20  |  |  | Finale 200/20 | Finale 200/20 |
|  |                      |                         |                    |                         |                     |                    |  |  |               |               |
|  |                      |                         |                    |                         |                     |                    |  |  |               |               |
|  | Patrick Andre        | 0:2/145/7/20,71/73      |                    |                         |                     |                    |  |  |               |               |
|  | Patrick Andre        | 0:2/145/7/20,71/73      |                    |                         |                     |                    |  |  |               |               |
|  | Gunther Vastré       | 2:0/200/7/28,57/135     |                    |                         |                     |                    |  |  |               |               |
|  | Gunther Vastré       | 2:0/200/7/28,57/135     | Gunther Vastré     | 2:0/200/8/25,00/101     |                     |                    |  |  |               |               |
|  |                      |                         | Gunther Vastré     | 2:0/200/8/25,00/101     |                     |                    |  |  |               |               |
|  |                      | Arnim Kahofer           | 0:2/173/8/21,62/79 |                         |                     |                    |  |  |               |               |
|  | Juan Carlos Pareras  | Arnim Kahofer           | 0:2/173/8/21,62/79 | 0:2/200(16)/11/18,18/68 |                     |                    |  |  |               |               |
|  | Juan Carlos Pareras  |                         |                    | 0:2/200(16)/11/18,18/68 |                     |                    |  |  |               |               |
|  | Arnim Kahofer        | 2:0/200(20)/11/18,18/72 |                    |                         |                     |                    |  |  |               |               |
|  |                      |                         | Gunther Vastré     | 0:2/165/12/13,75/91     |                     |                    |  |  |               |               |
|  |                      |                         |                    | Uwe Kerls               | 2:0/200/12/16,66/80 |                    |  |  |               |               |
|  | Jens Eggers          | 2:0/200/13/15,38/?      |                    |                         |                     |                    |  |  |               |               |
|  | Stéphane Libert      | 0:2/180/13/13,84/80     |                    |                         |                     |                    |  |  |               |               |
|  | Stéphane Libert      | 0:2/180/13/13,84/80     | Jens Eggers        | 0:2/62/7/8,85/41        |                     |                    |  |  |               |               |
|  |                      |                         | Jens Eggers        | 0:2/62/7/8,85/41        | Spiel um Platz 3    |                    |  |  |               |               |
|  |                      | Uwe Kerls               | 2:0/200/7/28,57/65 |                         |                     |                    |  |  |               |               |
|  | Uwe Kerls            | Uwe Kerls               | 2:0/200/7/28,57/65 | 2:0/200/8/25,00/80      | Arnim Kahofer       | 2:0/200/6/33,33/85 |  |  |               |               |
|  | Uwe Kerls            |                         |                    | 2:0/200/8/25,00/80      | Arnim Kahofer       | 2:0/200/6/33,33/85 |  |  |               |               |
|  | Franky Spitaels      | 0:2/24/8/3,00/15        |                    | Jens Eggers             | 0:2/132/6/22,00/79  |                    |  |  |               |               |
|  | Franky Spitaels      | 0:2/24/8/3,00/15        |                    |                         | 0:2/132/6/22,00/79  |                    |  |  |               |               |
|  |                      |                         |                    |                         |                     |                    |  |  |               |               |

## Endergebnis
| MP    | Match Points (Sieger = 2; Unentschieden = 1; Verlierer = 0) |
| Pkte. | Erzielte Karambolagen                                       |
| Aufn. | Benötigte Versuche                                          |
| GD    | Generaldurchschnitt                                         |
| BED   | Bester Einzeldurchschnitt eines Spielers                    |
| HS    | Höchstserie                                                 |
|       | Bester GD des Turniers                                      |
|       | Bester ED des Turniers                                      |
|       | Beste HS des Turniers                                       |
|       | 1. Platz (Gold)                                             |
|       | 2. Platz (Silber)                                           |
|       | 3. Platz (Bronze)                                           |

| Platz                      | Name                  | MP   | Pkte | Aufn. | GD    | BED    | HS  |
| -------------------------- | --------------------- | ---- | ---- | ----- | ----- | ------ | --- |
| 1                          | Uwe Kerls             | 12:0 | 1200 | 45    | 26,66 | 66,66  | 188 |
| 2                          | Gunther Vastré        | 8:4  | 1034 | 69    | 14,96 | 28,57  | 135 |
| 3                          | Arnim Kahofer         | 8:4  | 1096 | 38    | 28,84 | 100,00 | 114 |
| 4                          | Jens Eggers           | 8:4  | 994  | 49    | 20,28 | 28,57  | 133 |
| 5                          | Patrick Andre         | 6:2  | 745  | 20    | 37,25 | 100,00 | 200 |
| 6                          | Juan Carlos Pareras   | 6:2  | 800  | 53    | 15,09 | 25,00  | 92  |
| 7                          | Franky Spitaels       | 4:4  | 519  | 33    | 15,72 | 66,66  | 87  |
| 8                          | Stéphane Libert       | 4:4  | 655  | 64    | 10,23 | 14,28  | 80  |
| 9                          | Marek Faus            | 2:4  | 490  | 28    | 17,50 | 33,33  | 94  |
| 10                         | Cyril Miossec         | 2:4  | 307  | 22    | 13,95 | 18,18  | 80  |
| 11                         | Jérôme Galerne        | 2:4  | 360  | 26    | 13,84 | 33,33  | 110 |
| 12                         | Fabrice Rosa          | 2:4  | 341  | 56    | 6,08  | 10,52  | 41  |
| 13                         | Josef Cervenka        | 0:6  | 224  | 16    | 14,00 | -      | 59  |
| 14                         | Michael Mikkelsen     | 0:6  | 176  | 22    | 8,00  | -      | 68  |
| 15                         | Francky Mustière      | 0:6  | 162  | 22    | 7,36  | -      | 36  |
| 16                         | Alfred van der Linden | 0:6  | 268  | 41    | 6,53  | -      | 35  |
| Turnierdurchschnitt: 15,51 |                       |      |      |       |       |        |     |